# Valtorps distrikt
Valtorps distrikt är ett distrikt i Falköpings kommun och Västra Götalands län.
Distriktet ligger nordost om Falköping.

## Tidigare administrativ tillhörighet
Distriktet inrättades 2016 och utgörs av socknen Valtorp i Falköpings kommun.
Området motsvarar den omfattning Valtorps församling hade vid årsskiftet 1999/2000.